# 嶋中潤
嶋中 潤（しまなか じゅん、1961年 -）は、日本の研究者・小説家。千葉県千葉市出身。東京都在住（2013年現在）。東北大学理学部卒業、東京工業大学大学院総合理工学研究科修了。

## 経歴
リクルートグループを経て、1992年よりJAMSS（有人宇宙システム株式会社）にて「きぼう」の利用業務に従事。2007年、株式会社ラグランジェを設立。一般財団法人日本宇宙フォーラム主任研究員。
1999年、第3回日本ミステリー文学大賞新人賞から応募し続ける。2013年、8回目の最終候補となった「カウントダウン168」（応募時の筆名は市川 智洋）で第17回日本ミステリー文学大賞新人賞を受賞。2014年、同作を改題した『代理処罰』で小説家デビューする。

## 文学賞受賞・候補歴
- 1999年 - 「エンジェル」で第3回日本ミステリー文学大賞新人賞候補。
- 2005年 - 「ストラスブールの羊飼い」で第9回日本ミステリー文学大賞新人賞候補。
- 2006年 - 「マリオネットの行方」で第10回日本ミステリー文学大賞新人賞候補。
- 2007年 - 「青の迷路（ピグメント・ブルー）」で第11回日本ミステリー文学大賞新人賞候補。
- 2010年 - 「明日への飛翔」で第14回日本ミステリー文学大賞新人賞候補。
- 2011年 - 「伏流水」で第15回日本ミステリー文学大賞新人賞候補。
- 2012年 - 「スパイダードリーム」で第16回日本ミステリー文学大賞新人賞候補。
- 2013年 - 『代理処罰』（応募時のタイトルは「カウントダウン168」）で第17回日本ミステリー文学大賞新人賞受賞。

## 作品リスト
- 代理処罰（2014年2月 光文社 / 2016年3月 光文社文庫）
- 貌なし（2015年9月 光文社）
- 天穹のテロリズム (2017年3月 光文社)
- 死刑狂騒曲 (2018年12月 実業之日本社文庫)
- オーバー・エベレスト 陰謀の氷壁 (2019年10月 実業之日本社文庫) - 映画のノベライズ
- ここでは誰もが嘘をつく (2022年12月 講談社)
- ここでは祈りが毒になる (2023年12月 講談社)
- ここでは言葉が死を招く (2024年10月 講談社)